# Teatro Ledoux
Il Teatro Ledoux è un teatro situato nel centro storico di Besançon.
Costruito tra il 1778 e il 1784 dall'architetto Claude Joseph Alexandre Bertrand, secondo i piani di Claude-Nicolas Ledoux, presenta una pianta mistilinea, un teatro che richiama fortemente Palladio. La grande innovazione di questa architettura è la buca per l'orchestra, ripresa più tardi e perfezionata. Presenta un portico ionico con assenza di frontone, ed internamente un emiciclo con colonnato dorico. Del progetto originario resta la facciata conservatasi dopo un incendio. La decorazione è ridotta all'essenziale. Al suo interno la sala del teatro presenta dei palchi a gradonate che richiamano la tradizione del teatro greco.